# 1/6 talara (1811–1814)
1/6 talara (1811–1814) – moneta o wartości 1/6 części talara Księstwa Warszawskiego, zwana również złotówką, bita na podstawie dekretu Fryderyka Augusta, króla saskiego, księcia warszawskiego, z 25 czerwca 1810 r.

## Awers
Na tej stronie umieszczono prawy profil popiersia księcia warszawskiego Fryderyka Augusta, dookoła otokowy napis:

FRID. AVG. REX SAX. DUX VARSOV.

tzn. Fryderyk August król saski, książę warszawski.

## Rewers
W centralnej części znajduje się herb sasko-polski – na dwupolowej tarczy nakrytej królewską koroną saską, w lewym polu herb saski, w prawym polu orzeł polski. Po bokach tarczy umieszczono dwie skrzyżowane gałązki palmowe, po obu stronach skrzyżowania gałązek znak intendenta mennicy w Warszawie – I.S. (Jan Stockman 1811) lub I.B. (Jakub Benik 1812, 1813, 1814). U góry, po obydwu stronach korony, znajduje się rok bicia 18 11, 18 12, 18 13 lub 18 14, na samym dole napis „1/6 TALARA”.

## Opis
Monetę bito w mennicy w Warszawie, w srebrze próby 538, na krążku o średnicy 26 mm, masie 4,9 grama, z rantem ozdobionym ornamentem. Według sprawozdań mennicy w latach 1811–1815 w obieg wpuszczono 1 933 575 sztuk złotówki, moneta więc była najprawdopodobniej również bita przez cały rok 1815, ze wsteczną datą 1814. Stopień rzadkości poszczególnych roczników przedstawiono w tabeli:
| Rocznik         | Stopień rzadkości | Liczba egzemplarzy | Zdjęcie |
| --------------- | ----------------- | ------------------ | ------- |
| 1/6 talara 1811 | R1                | 15 001–80 000      |         |
| 1/6 talara 1812 | R1                | 15 001–80 000      |         |
| 1/6 talara 1813 | R3                | 601–3000           |         |
| 1/6 talara 1814 | R                 | 80 001–400 000     |         |

Według sprawozdań mennicy, w 1813 roku nie wpuszczono do obiegu ani jednej sztuki złotówkowej, jednak egzemplarze z datą 1813, choć bardzo rzadko, ale pojawiają się niekiedy w obrocie kolekcjonerskim.